# 15869 Tullius
15869 Tullius (1996 PL) là một tiểu hành tinh vành đai chính được phát hiện ngày 8 tháng 8 năm 1996 bởi V. S. Casulli ở Colleverde di Guidonia.